# فرودگاه سیدر
فرودگاه سیدر (به انگلیسی: Saidor Airport) یک فرودگاه همگانی با کد یاتا SDI است که یک باند فرود آسفالت دارد و طول باند آن ۹۳۵ متر است. این فرودگاه در کشور پاپوآ گینه نو قرار دارد و در ارتفاع ۲۳ متری از سطح دریا واقع شده است.